# Золотая малина (премия, 2017)
37-я церемония объявления лауреатов премии «Золотая малина» за сомнительные заслуги в области кинематографа за 2016 год состоялась 25 февраля 2017 года (по традиции за день до вручения премии «Оскар») в Лос-Анджелесе (Калифорния, США). Номинанты были объявлены 23 января 2017.

## Список лауреатов и номинантов
Число наград / общие число номинаций
- 4/7: «Бэтмен против Супермена: На заре справедливости»
- 4/5: «Америка Хиллари: Тайная история Демократической партии»
- 1/7: «Образцовый самец № 2»

 • Победители выделены отдельным цветом. 
| Категории                                         | Лауреаты и номинанты |
| ------------------------------------------------- | --- |
| Худший фильм                                      | • Америка Хиллари: Тайная история Демократической партии / Hillary’s America: The Secret History of the Democratic Party                                                           |
| Худший фильм                                      | • Бэтмен против Супермена: На заре справедливости / Batman v Superman: Dawn of Justice                                                                                             |
| Худший фильм                                      | • Дедушка лёгкого поведения / Dirty Grandpa |
| Худший фильм                                      | • Боги Египта / Gods of Egypt |
| Худший фильм                                      | • День независимости: Возрождение / Independence Day: Resurgence |
| Худший фильм                                      | • Образцовый самец № 2 / Zoolander 2 |
| Худшая мужская роль                               | • Динеш Д’Соуза — «Америка Хиллари: Тайная история Демократической партии» |
| Худшая мужская роль                               | • Бен Аффлек — «Бэтмен против Супермена: На заре справедливости» (за роль Бэтмена)                                                                                                 |
| Худшая мужская роль                               | • Джерард Батлер — «Боги Египта» и «Падение Лондона» |
| Худшая мужская роль                               | • Генри Кавилл — «Бэтмен против Супермена: На заре справедливости» (за роль Супермена)                                                                                             |
| Худшая мужская роль                               | • Роберт Де Ниро — «Дедушка лёгкого поведения» |
| Худшая мужская роль                               | • Бен Стиллер — «Образцовый самец № 2» |
| Худшая женская роль                               | • Ребека Тернер — «Америка Хиллари: Тайная история Демократической партии» |
| Худшая женская роль                               | • Меган Фокс — «Черепашки-ниндзя 2» (за роль Эйприл О’Нил) |
| Худшая женская роль                               | • Тайлер Перри — «Хеллоуин Мэдеи» (англ.) (за роль Мэдеи) |
| Худшая женская роль                               | • Джулия Робертс — «Несносные леди» |
| Худшая женская роль                               | • Наоми Уоттс — «Дивергент, глава 3: За стеной» и «Взаперти» (англ.) |
| Худшая женская роль                               | • Шейлин Вудли — «Дивергент, глава 3: За стеной» |
| Худшая мужская роль второго плана                 | • Джесси Айзенберг — «Бэтмен против Супермена: На заре справедливости» (за роль Лекса Лютора)                                                                                      |
| Худшая мужская роль второго плана                 | • Николас Кейдж — «Сноуден» |
| Худшая мужская роль второго плана                 | • Джонни Депп — «Алиса в Зазеркалье» |
| Худшая мужская роль второго плана                 | • Уилл Феррелл — «Образцовый самец № 2» |
| Худшая мужская роль второго плана                 | • Джаред Лето — «Отряд самоубийц» (за роль Джокера) |
| Худшая мужская роль второго плана                 | • Оуэн Уилсон — «Образцовый самец № 2» |
| Худшая женская роль второго плана                 | • Кристен Уиг — «Образцовый самец № 2» |
| Худшая женская роль второго плана                 | • Джулианна Хаф — «Дедушка лёгкого поведения» (за роль Мередит Голдштейн) |
| Худшая женская роль второго плана                 | • Кейт Хадсон — «Несносные леди» |
| Худшая женская роль второго плана                 | • Обри Плаза — «Дедушка лёгкого поведения» (за роль Ленор) |
| Худшая женская роль второго плана                 | • Джейн Сеймур — «Пятьдесят оттенков чёрного» |
| Худшая женская роль второго плана                 | • Сила Уорд — «День независимости: Возрождение» |
| Худший режиссёр                                   | • Динеш Д’Соуза и Брюс Шулей — «Америка Хиллари: Тайная история Демократической партии»                                                                                            |
| Худший режиссёр                                   | • Роланд Эммерих — «День независимости: Возрождение» |
| Худший режиссёр                                   | • Тайлер Перри — «Хеллоуин Мэдеи» |
| Худший режиссёр                                   | • Алекс Пройас — «Боги Египта» |
| Худший режиссёр                                   | • Зак Снайдер — «Бэтмен против Супермена: На заре справедливости» |
| Худший режиссёр                                   | • Бен Стиллер — «Образцовый самец № 2» |
| Худший сценарий                                   | • Крис Террио и Дэвид С. Гойер — «Бэтмен против Супермена: На заре справедливости»                                                                                                 |
| Худший сценарий                                   | • Джон Филлипс — «Дедушка лёгкого поведения» |
| Худший сценарий                                   | • Мэтт Сазама и Берк Шарплесс — «Боги Египта» |
| Худший сценарий                                   | • Динеш Д’Соуза и Брюс Шулей — «Америка Хиллари: Тайная история Демократической партии»                                                                                            |
| Худший сценарий                                   | • Дин Девлин, Роланд Эммерих, Джеймс Вандербилт, Джеймс А. Вудс и Николас Райт — «День независимости: Возрождение»                                                                 |
| Худший сценарий                                   | • Дэвид Эйер — «Отряд самоубийц» |
| Худший приквел, ремейк, плагиат или сиквел        | • Бэтмен против Супермена: На заре справедливости / Batman v Superman: Dawn of Justice                                                                                             |
| Худший приквел, ремейк, плагиат или сиквел        | • Алиса в Зазеркалье / Alice Through the Looking Glass |
| Худший приквел, ремейк, плагиат или сиквел        | • Пятьдесят оттенков чёрного / Fifty Shades of Black |
| Худший приквел, ремейк, плагиат или сиквел        | • День независимости: Возрождение / Independence Day: Resurgence |
| Худший приквел, ремейк, плагиат или сиквел        | • Черепашки-ниндзя 2 / Teenage Mutant Ninja Turtles: Out of the Shadows |
| Худший приквел, ремейк, плагиат или сиквел        | • Образцовый самец № 2 / Zoolander 2 |
| Худшая экранная комбинация                        | • Бен Аффлек и его худший враг в истории Генри Кавилл — «Бэтмен против Супермена: На заре справедливости»                                                                          |
| Худшая экранная комбинация                        | • Любые 2 египетских бога или смертных — «Боги Египта» |
| Худшая экранная комбинация                        | • Джонни Депп и его тошнотворно яркий костюм — «Алиса в Зазеркалье» |
| Худшая экранная комбинация                        | • Весь состав когда-то уважаемых актёров — «Призрачная красота» |
| Худшая экранная комбинация                        | • Тайлер Перри и всё тот же затасканный парик — «Хеллоуин Мэдеи» |
| Худшая экранная комбинация                        | • Бен Стиллер и его еле-еле смешной друг Оуэн Уилсон — «Образцовый самец № 2» |
| Приз за восстановление репутации (Redeemer Award) | • Мел Гибсон — номинант на «Малину» в 2015 году за худшую мужскую роль второго плана, реабилитирован за номинацию на «Оскар» за лучшую режиссуру фильма «По соображениям совести». |